# Marko Milinković
Marko Milinković (serbisch-kyrillisch Марко Милинковић, * 16. April 1988 in Belgrad) ist ein serbischer Fußballspieler.

## Karriere

### Verein
Milinković spielte in seiner Jugend für FK Borac Čačak. Dann wechselte er für dreieinhalb Spielzeiten zum slowakischen Verein MFK Košice, wo er Stammspieler war. Im Februar 2011 wechselte Milinkovic zum ŠK Slovan Bratislava, mit dem er slowakischer Meister wurde und den nationalen Pokalwettbewerb gewann.
Im Sommer 2016 wechselte er zum türkischen Erstligisten Gençlerbirliği Ankara und zog im Januar 2019 zum Zweitligisten Eskişehirspor weiter.

### Nationalmannschaft
Milinković absolvierte in den Jahren 2007/08 sechs Länderspiele für die serbische U-21-Fußballnationalmannschaft und feierte im August 2009 beim Spiel gegen Südafrika mit der Einwechslung in der 83. Minute seine Premiere in der A-Nationalmannschaft Serbiens.

## Familie
Sein Vater Duško „Sulja“ Milinković war auch ein guter Fußballspieler, spielte für Jugoslawien bei den Olympischen Sommerspielen 1988 und war der Torschützenkönig der jugoslawischen Liga in der Spielzeit 1987/88.

## Erfolge
- Fußballmeister der Slowakei: 2010/11
- Slowakischer Fußballpokalsieger: 2011